# Wohlmuthausen (Rhönblick)

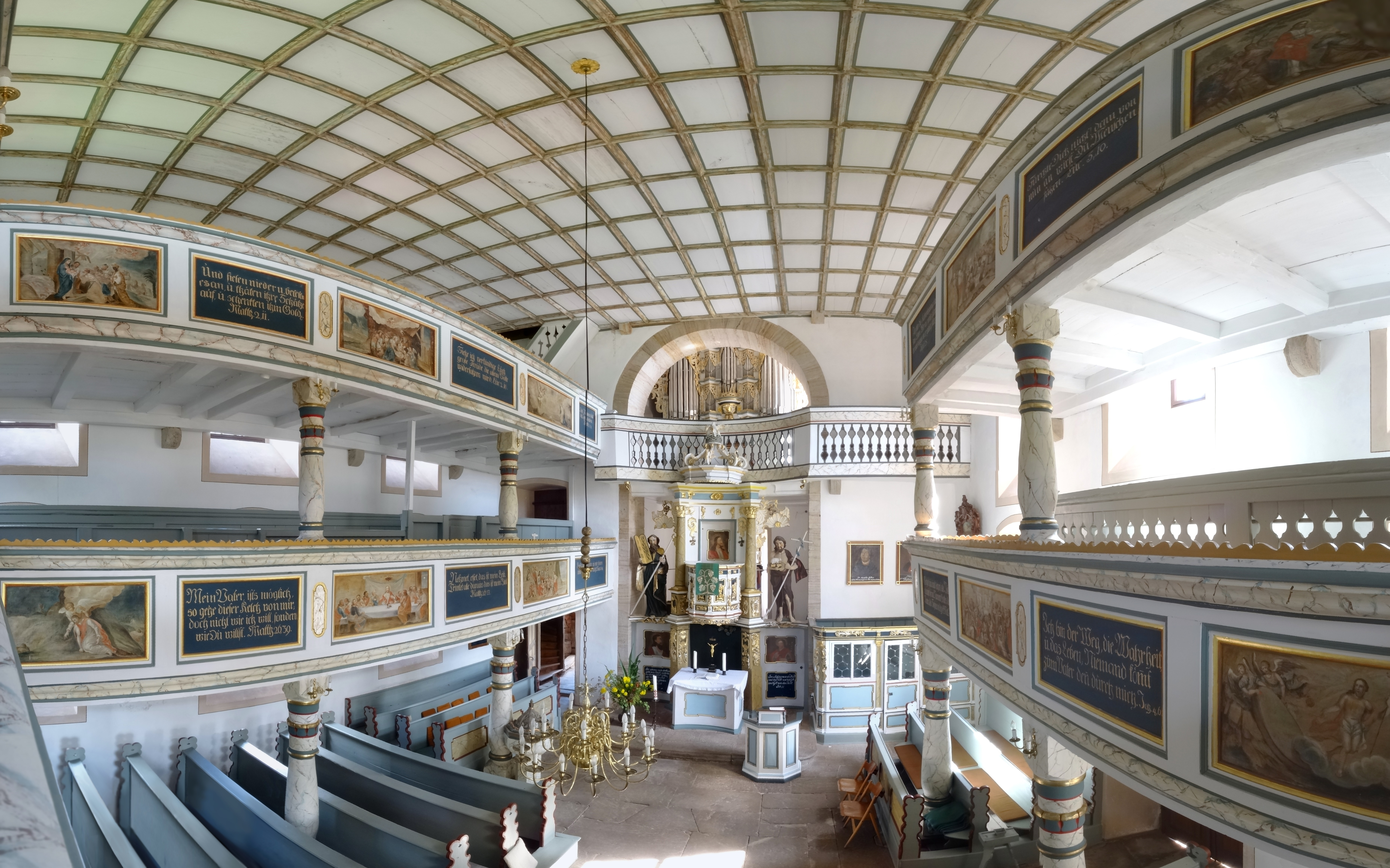
Dorfkirche

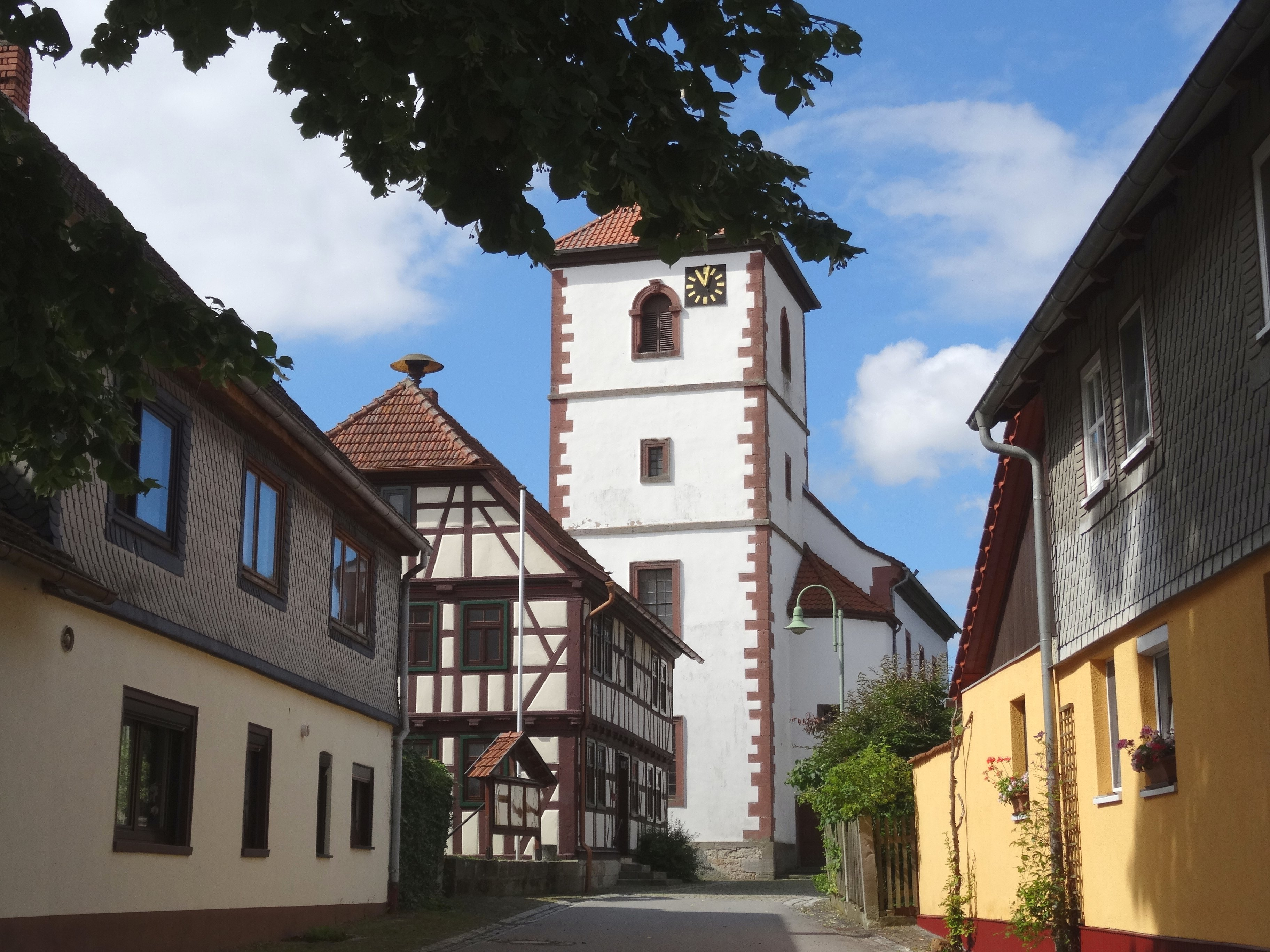
Lindenplatz

Wohlmuthausen ist ein Ortsteil der Gemeinde Rhönblick in der Rhön im Landkreis Schmalkalden-Meiningen, Thüringen.

## Lage
Das Straßendorf liegt östlich von Gerthausen unmittelbar nördlich der Herpf, im Biosphärenreservat Rhön.

## Geschichte
Der Ort wurde 857 erstmals urkundlich erwähnt. Früher gab es im Ort drei Mühlen. Die Karstmühle ist heute im Freilichtmuseum Kloster Veßra zu sehen.
Der Ort gehörte zum Hintergericht im Amt Lichtenberg im Herzogtum Sachsen-Eisenach bzw. später Sachsen-Weimar-Eisenach.
Von 1991 bis 1996 war die einstmals eigenständige Gemeinde der Verwaltungsgemeinschaft Rhönblick angeschlossen, die zum 1. August 1996 mit weiteren Gemeinden in der Gemeinde Rhönblick aufging.

## Sehenswürdigkeiten
- die Dorfkirche Wohlmuthausen, mit Orgel von Johann Caspar Rommel, 1766[2]
- fünf Brunnen
- der Lindenplatz
- die etwa 300 Jahre alte Dorflinde

### Trivia
1986 wurden hier und in der Umgebung ein Teil der Außenaufnahmen des DEFA-Spielfilms Der Hut des Brigadiers gedreht. Im Film hieß Wohlmuthausen „Katzsprung“.